# هارولد هاستينغز
هارولد هاستينغز (بالإنجليزية: Harold Hastings)‏ هو موزع وملحن أمريكي، ولد في 19 ديسمبر 1916، وتوفي في 30 مايو 1973.

## وصلات خارجية
- هارولد هاستينغز على موقع IMDb (الإنجليزية)
- هارولد هاستينغز على موقع ميوزك برينز (الإنجليزية)
- هارولد هاستينغز على موقع قاعدة بيانات برودواي على الإنترنت (الإنجليزية)
- هارولد هاستينغز على موقع قاعدة بيانات برودواي على الإنترنت (الإنجليزية)